# Association mondiale pour l'École instrument de paix
Pour les articles homonymes, voir EIP.
L'Association mondiale pour l'École instrument de paix (EIP) (anglais World Association for the School as an Instrument of Peace, espagnol Asociación Mundial por la Escuela Instrumento de Paz) est une organisation non gouvernementale internationale (ONG) qui a pour but de développer l'éducation aux droits de l'homme et à la paix. Elle a été fondée en 1967 par Jacques Mühlethaler et elle est basée à Genève. Des sections nationales existent dans une quarantaine de pays.
L'EIP est dotée d'un statut consultatif auprès de l'ECOSOC, de l'UNESCO, de l'OIT, du Conseil de l'Europe, de la Commission africaine des droits de l’homme et des peuples et de l'Organisation internationale de la francophonie.

## Objectifs
L'objectif ultime de l'EIP est que l'éducation aux droits de l'homme et à la paix soit intégrée à l'enseignement public dans tous les pays. Cet objectif est basé sur la Déclaration universelle des droits de l'homme du 10 décembre 1948 et en particulier son préambule.

« L'Assemblée générale proclame la présente Déclaration universelle des droits de l'homme comme l'idéal commun à atteindre par tous les peuples et toutes les nations afin que tous les individus et tous les organes de la société, ayant cette Déclaration constamment à l'esprit, s'efforcent, par l'enseignement et l'éducation, de développer le respect de ces droits et libertés et d'en assurer, par des mesures progressives d'ordre national et international, la reconnaissance et l'application universelles et effectives, tant parmi les populations des États Membres eux-mêmes que parmi celles des territoires placés sous leur juridiction. »

Dans le domaine de l'éducation aux droits de l'homme et à la paix, l'EIP vise à expérimenter et valider des pédagogies, proposer des analyses socio-politiques, éditer et diffuser du matériel pédagogique, stimuler la création de sections nationales, éditer des publications portant sur des problématique contemporaines, contribuer à un réseau d'éducateurs en recourant aux technologies de l'information adaptées aux intéressés.
Le sections nationales de l'EIP cherchent à développer ces objectifs dans leurs pays.

## Jacques Mühlethaler

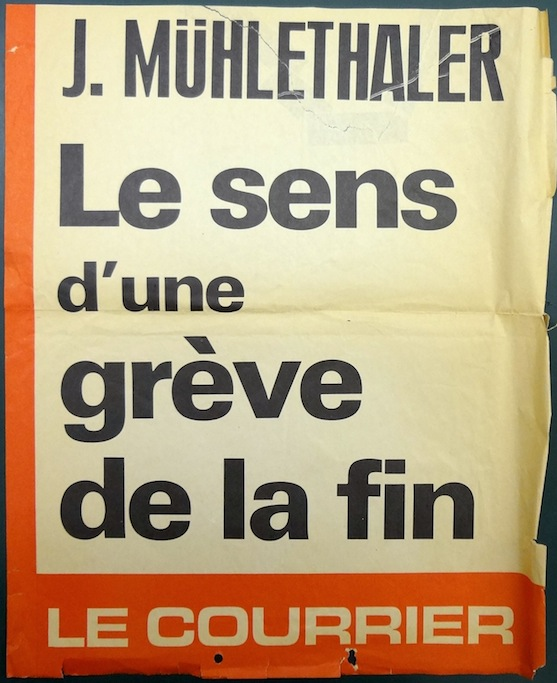
Manchette du Courrier du 16-17 octobre 1976.

Le fondateur de l'EIP est Jacques Mühlethaler, né en 1918 de parents suisse et français. Il fait l'expérience de la Seconde Guerre mondiale comme chasseur alpin français. Son frère aîné meurt à la guerre puis un autre frère, chirurgien, meurt en 1958 durant la guerre d'Algérie. 
En 1946, il fonde en Suisse une maison de distribution d'éditeurs francophones de manuels scolaires. Il est très engagé à la Ligue suisse des droits de l'homme (dont il sera président de la section genevoise) et dans le mouvement des Citoyens du monde. Dès 1959, il parcourt le monde pour convaincre les autorités politiques que l'école doit être au service de la paix. Il publie deux livres sur ses aventures en 1962 et 1964 : Le voyage de l'espoir et Toutes voiles dehors. Il rédige les « principes universels d’éducation civique » et fonde l'EIP, en 1967. 
C'est par le moyen d'une grève de la faim qu'il tente en 1976 de sensibiliser l'opinion publique aux choix budgétaires qui consacrent des sommes importantes à l'armement et bien peu à l'éducation à la tolérance et à la paix. Dans une lettre ouverte aux États signataires de l'Acte final d'Helsinki dans le cadre de la CSCE, il réclame la constitution d'un fonds doté de 500 000 francs afin de faire de chaque école du monde un instrument de paix. Il cesse sa grève de la faim après 31 jours, « devant la lenteur des gouvernements à prendre l'engagement de principe d'entreprendre de toute urgence une campagne de détente, prélude indispensable à tout désarmement et à la paix ».
Jacques Mühlethaler décède en 1994.

## Activités
L'EIP est essentiellement active dans le domaine de la pédagogie : conception, production et diffusion de matériel à l'intention des enseignants ou du grand public, édition de publications, soutien de sections nationales d'éducateurs, enseignants et formateurs.
Elle propose des formations sur l'éducation aux droits de l'homme, en ligne ou lors de séminaires. L'EIP a créé à cet effet en 1987 le Centre international de formation à l’enseignement des droits de l'homme et de la paix (CIFEDHOP), une fondation présidée par Guy-Olivier Segond. En 1994, ce sont 130 personnes de 60 pays qui y ont participé.
L'EIP intervient à l'ONU dans le cadre du Conseil des droits de l'homme et des Comités conventionnels qui surveillent la mise en œuvre des principaux instruments internationaux relatifs aux droits de l'homme, comme le Comité des droits de l'homme, le Comité des droits économiques, sociaux et culturels, le Comité des droits de l'enfant.
Le financement est assuré par des dons et des subventions.

## Reconnaissance
L'EIP a reçu le prix UNESCO de l'enseignement des droits de l'homme en 1981, le prix Messager de la paix des Nations unies en 1988, et la médaille Comenius de l'UNESCO et de la République tchèque en 1993.

## Publications

### Ouvrages de Jacques Mühlethaler
- Jacques Mühlethaler, Le voyage de l'espoir : ou Le siège des sièges, Genève, Perret-Gentil, 1962Récit de son voyage de 1959 en Turquie, Égypte, Grèce, Italie, France, Angleterre et Irlande.
- Jacques Mühlethaler, Toutes voiles dehors : des USA au Japon en passant par l'Autriche, l'URSS et la Chine populaire, Genève, Perret-Gentil, 1964, 192 p.Récit de son voyage de 1961-1962.
- Jacques Mühlethaler, Quelques réflexions de voyages... : ou L'école au service de l'humanité : pourquoi?, Genève, Éd. de l'École instrument de paix, 1970, 24 p.

### Éditions de l'EIP
Plusieurs de ces documents sont accessibles en ligne sur le site de l'EIP.
- Contribution au développement d'une pédagogie communautaire : camp d'expression 1975, Genève, [1976], 38 p.
- Léonard Massarenti et Olivier Veyrat, Comment introduire les droits de l'homme à l'école ?, Genève, 1982, 18 p.
- Leonardo Massarenti, Conjuguer les droits de l'homme : connaître les verbes français à la lumière de principes universels, Genève, [1984], 64 p.
- EIP Belgique, Michel Bastien [et al.], Découvrons la Convention des droits de l'enfant : dossier d'exploitation, Bruxelles, Labor, 1995, 95 p.Dossier d'exploitation de la bande dessinée La Convention des droits de l'enfant, 1993.
- Jean Hénaire (coordination), Éduquer aux droits humains : repères et mises en situation, 1998, 32 p.
- Monique Prindezis (dir.), Comprendre pour agir... et vivre ensemble : vers un observatoire sur l’éducation aux droits de l’homme, à la paix et à la citoyenneté, 2001, 28 p.  (ISBN 2-9700247-5-6)
- Ramdane Babadji, 100 et 1 mots pour l'éducation aux droits de l'Homme, éd. EIP et BIE, 2001  (ISBN 2-9700247-4-8), 2011 (édition revue et complétée)Bilingue, anglais-français, traduit en slovène en 2006.
- Ramdane Babadji, Lutte contre le racisme : où va la Suisse ?, 2005, 143 p.  (ISBN 2-9700400-3-4)
- Amadou Diallo, La parole enseignante : tradition orale et éducation citoyenne en Guinée, 2006, 28 p.  (ISBN 2-9700400-4-2)Présentation du projet Appui à l'instruction civique (APIC), fiches d'activités pédagogiques. Livre accompagné de 10 éléments sonores.

Livres d'images
- Jean-François Jaquier, Association mondiale pour l'École instrument de paix, Dessine-moi un droit de l'homme, 1984.Articles de la Déclaration universelle des droits de l'homme illustrés par des dessins et des bandes dessinées d'artistes.
- Association mondiale pour l'École instrument de paix, Un demi-siècle de droits de l'homme = fifty years of human rights, 1998.Version actualisée de Dessine-moi un droit de l'homme de 1984.
- Gamal Sidki, Association mondiale pour l'École instrument de paix, Venus d'ailleurs : les droits de l'enfant : an 10, 1999.Bande dessinée destinée aux enfants et aux éducateurs. En annexe : la Convention relative aux droits de l'enfant, adoptée par les Nations unies en 1989, en version « accessible à tous » et originale. Traduit en arabe.

Périodiques
- École et paix, 1968-2006
- EIP-info, dès 2007

DVD
- « Droits et Libertés Tout Courts » : six courts métrages pour les droits de l’homme, EIP et Base-court production, 2007